# Floder i Østrig
Floder i Østrig er en liste over floder som helt eller delvist løber i Østrig. Den største og vigtigste flod er Donau, der løber ud i Sortehavet, og hovedparten af floderne i Østrig munder ud i Donau. Endvidere danner Rhinen grænse til Schweiz, og enkelte floder forsyner Elben, der dog ikke flyder gennem Østrig.
Donaus bifloder er nævnt fra vest mod øst.
Donau
Breitach (Illers kildeflod)
Lech
Formarinbach (Lechs kildeflod)
Spullerbach (Lechs kildeflod)
Rotlech
Archbach
Vils
Isar
Loisach
Inn
Sanna
Trisanna (Sannas kildeflod)
Rosanna (Sannas kildeflod)
Pitze
Ötztaler Ache
Venter Ache (Ötztaler Aches kildeflod)
Gurgler Ache (Ötztaler Aches kildeflod)
Sill
Ruetz
Ziller
Zemmbach
Gerlosbach
Salzach
Krimmler Ache
Obersulzbach
Untersulzbach
Mühlbach
Königsseeache
Große Arl
Fuscher Ache
Rauriser Ache
Gasteiner Ache
Lammer
Saalach
Mattig
Antiesen
Pram
Ranna
Große Mühl
Steinerne Mühl
Kleine Mühl
Aschach
Dürre Aschach (Aschachs kildeflod)
Faule Aschach (Aschachs kildeflod)
Innbach
Rodl
Große Rodl
Kleine Rodl
Traun
Ager
Vöckla
Aurach
Redlbach
Alm
Krems
Gusen
Große Gusen (Gusens kildeflod)
Kleine Gusen (Gusens kildeflod)
Enns
Salza
Radmerbach
Lassingbach
Palten
Steyr
Krumme Steyr
Teichl
Steyerling
Paltenbach
Krumme Steyrling
Aist
Feldaist (Aists kildeflod)
Waldaist (Aists kildeflod)
Naarn
Große Naarn (Naarns kildeflod)
Kleine Naarn (Naarns kildeflod)
Ysper
Ybbs
Neuhauser Bach
Lunzer Seebach
Göstlingbach
Kleine Ybbs
Url (flod)
Erlauf
Große Erlauf
Kleine Erlauf
Ötscherbach
Lassing
Jeßnitz
Feichsen
Melk
Mank
Pielach
Natters
Sierning
Fladnitz
Krems
Traisen
Türnitzer Traisen
Unrechttraisen
Gölsen
Kamp
Großer Kamp (Kamps kildeflod)
Kleiner Kamp (Kamps kildeflod)
Zwettl
Purzelkamp
Taffa
Große Taffa
Kleine Taffa
Perschling
Große Tulln
Kleine Tulln
Schmida
Göllersbach
Wien
Schwechat
Triesting
Liesing
Fischa
Piesting
Rußbach
Morava (ty: March)
Thaya
Deutsche Thaya (Thayas kildeflod)
Mährische Thaya (Thayas kildeflod)
Fugnitz
Pulkau
Zaya
Leitha
Schwarza
Pitten
Rabnitz
Raab
Rabnitz
Laßnitz
Lafnitz
Feistritz (flod)
Pinka
Drau
Isel
Möll
Lieser
Gail
Gurk
Glan
Lavant
Mura (ty: Mur)
Lassnitzbach
Liesing
Mürz
Kainach
Sulm
Rhinen
Ill
Alfenz
Dornbirner Ach
Bregenzer Ach
Subersach
Rotach Bach
Weißach
Bogenach
Mellenbach
(Elben)
(Moldau)
Maltsch
Lainsitz
Braunaubach
Reißbach